# Lochmorhynchus albispinosus
Lochmorhynchus albispinosus là một loài ruồi trong họ Asilidae. Lochmorhynchus albispinosus được Macquart miêu tả năm 1850.